# Louis Cardinaux
Louis Cardinaux, né le 16 mai 1859 à Fribourg et mort le 11 mai 1914  dans la même ville, est une personnalité politique suisse, membre du parti conservateur.

## Sources
- Georges Andrey, John Clerc, Jean-Pierre Dorand et Nicolas Gex, Le Conseil d’État fribourgeois : 1848-2011 : son histoire, son organisation, ses membres, Fribourg, Éditions La Sarine, 2012, 143 p. (ISBN 978-2-88355-153-4, lire en ligne), p. 61-62
- Erich Gruner, L'Assemblée fédérale suisse, p. 384-385